# HD 117876
HD 117876，又名BD+25 2643，SAO 82875、HR 5102，是一颗恒星，视星等为6.11，位于銀經18.61，銀緯80.28，其B1900.0坐标为赤經13h 28m 3.9s，赤緯+24° 80.28′ 58″。